# Natalia Stasiuk
Natalia Viktarauna Stasiuk –en bielorruso, Наталля Віктараўна Стасюк– (Kapatkévichy, URSS, 21 de enero de 1969) es una deportista bielorrusa que compitió para la URSS en remo.
Participó en dos Juegos Olímpicos de Verano, obteniendo una medalla de bronce en Atlanta 1996, en la prueba de ocho con timonel, y el cuarto lugar en Barcelona 1992, en la misma prueba.
Ganó dos medallas en el Campeonato Mundial de Remo, en los años 1991 y 1995.

## Palmarés internacional
| Representando a la URSS     |                          |                   |                    |
| Campeonato Mundial          |                          |                   |                    |
| Año                         | Lugar                    | Medalla           | Prueba             |
| 1991                        | Viena (Austria)          | Medalla de plata  | Ocho con timonel   |
| Representando a Bielorrusia |                          |                   |                    |
| Juegos Olímpicos            |                          |                   |                    |
| Año                         | Lugar                    | Medalla           | Prueba             |
| 1996                        | Atlanta (Estados Unidos) | Medalla de bronce | Ocho con timonel   |
| Campeonato Mundial          |                          |                   |                    |
| Año                         | Lugar                    | Medalla           | Prueba             |
| 1995                        | Tampere (Finlandia)      | Medalla de bronce | Cuatro sin timonel |